# Assedio di Poitiers (1569)
L’assedio di Poitiers fu un assedio svoltosi dal 24 luglio al 7 settembre 1569 presso la città francese di Poitiers, dove si scontrarono le armate ugonotte con quelle cattoliche in difesa della città.
Nel corso delle guerre di religione, Poitiers era risultata una città importanza come centro politico e strategico a livello militare. Nel 1569, proveniente da Périgord, Gaspard II de Coligny, incoraggiato dai suoi mercenari tedeschi, si spinse il 24 luglio davanti alle mura della città, posizionandovi l'artiglieria ed ordinando di aprire il fuoco per il bombardamento. Di fronte alla resistenza del nemico, ad ogni modo, venne costretto a levare l'assedio il 7 settembre.